# Stëblevë
Stëblevë (búlgaro y macedonio: Стеблево) es una localidad albanesa del condado de Elbasan. Se encuentra situada en el centro del país y desde 2015 está constituida como una unidad administrativa del municipio de Librazhd. A finales de 2011, el territorio de la actual unidad administrativa tenía 809 habitantes.
La unidad administrativa incluye los pueblos de Borovë, Llangë, Moglicë, Prodan, Sebisht, Steblevë y Zabzun.
Se ubica unos 20 km al noreste de la capital municipal Librazhd, en la frontera con Macedonia del Norte.

## Población eslava en Stëblevë
El área de Stëblevë ha estado históricamente habitada tanto por albaneses como por eslavos. En 1900, Vasil Kanchov recopiló estadísticas demográficas en la zona y señaló que en el pueblo de Stëblevë vivían unos 380 cristianos búlgaros y unos 400 musulmanes búlgaros. Sebisht tenía una mezcla similar de búlgaros musulmanes y cristianos, Borovë era un pueblo de búlgaros cristianos y Zabzun estaba habitado por musulmanes albaneses.
Actualmente dos pueblos de la unidad administrativa están habitados por eslavos. En Stëblevë solamente viven eslavos que según algunos autores incluyen macedonios musulmanes (Torbeš). Sebisht es mayoritariamente albanés pero viven varias familias de macedonios musulmanes y ortodoxos. Los macedonios musulmanes y ortodoxos del área hablan una lengua eslava meridional (macedonio o búlgaro).